# Мухтаров, Тюленбай
Тюленбай Мухтаров (15 июля 1926, Кустанайский округ, КазАССР — 9 марта 2016, Костанай) — старший чабан совхоза «Камаганский» Куртамышского района Курганской области. Герой Социалистического Труда (1966).

## Биография
Тюленбай Мухтаров родился 15 июля 1926 года в крестьянской семье в ауле Каракамыс Аманкарагайской волости Кустанайского округа Казакской АССР РСФСР. Ныне населённый пункт упразднён, территория находится в Казанбасском сельском округе (каз. Қазанбас ауылдық округі) Аулиекольского района Костанайской области Республики Казахстан. Его отец, Мухтар Семеткенов погиб в 1941 году на фронте.
Окончил семилетнюю школу. С 1941 года трудился чабаном в совхозе «Берёзовский» Звериноголовского района Челябинской области (ныне в Куртамышском муниципальном округе Курганской области). В 1944 году был назначен старшим чабаном совхоза «Камаганский» Куртамышского района Курганской области.
Ежегодно перевыполнял план по настригу шерсти и выращиванию ягнят. Жил в селе Угловое, ныне в Куртамышском муниципальном округе Курганской области.
Указом Президиума Верховного Совета СССР от 22 марта 1966 года за достигнутые успехи в развитии животноводства, увеличении производства и заготовок мяса, шерсти удостоен звания Героя Социалистического Труда с вручением ордена Ленина и золотой медали «Серп и Молот».
Тюленбай Мухтаров умер 9 марта 2016 года в городе Костанае Костанайской области Республики Казахстан.

## Награды
- Герой Социалистического Труда — указом Президиума Верховного Совета СССР от 22 марта 1966 года
  - Орден Ленина
  - Медаль «Серп и Молот»
- Юбилейная медаль «За доблестный труд. В ознаменование 100-летия со дня рождения Владимира Ильича Ленина», 1970 год
- За трудовые успехи ежегодно награждался Почётными грамотами, ценными подарками и премиями.

## Семья
- Отец, Мухтар Семеткенов, чабан, погиб в 1941 году на фронте.
  - Брат Сапабек, чабан.
  - Сестра Жибек, учительница.
- Жена Турсун.
  - 9 детей